# Феррейра Кампос, Эдимо
Эди́мо Ферре́йра Ка́мпос (порт. Edimo Ferreira Campos; родился 15 января 1983, Нитерой, Рио-де-Жанейро), более известный как Эдиньо (порт. Edinho) — бразильский футболист, центральный опорный полузащитник клуба «Коритиба».

## Биография
Наиболее известен по выступлениям за бразильский клуб «Интернасьонал», за который он играл в 2003—2008 гг. За этот период Эдиньо выиграл множество титулов, включая победы в Кубке Либертадорес и Клубном чемпионате мира 2006 года, а также Южноамериканский кубок 2008.
Во второй половине 2008 года, после ухода из команды Фернандана, Эдиньо был капитаном «Интернасьонала».
С 22 января 2009 года Эдиньо стал игроком итальянского клуба Серии А «Лечче».
В начале 2010 года перешёл в «Палмейрас». Год спустя перешёл в стан действующих чемпионов Бразилии, «Флуминенсе». С «трёхцветными» в 2012 году Эдиньо стал чемпионом Бразилии и штата Рио-де-Жанейро.
В 2014—2016 годах выступал за «Гремио», после чего перешёл в «Коритибу».

## Достижения
- Чемпион штата Рио-де-Жанейро (1): 2012
- Чемпион штата Риу-Гранди-ду-Сул (4): 2003, 2004, 2005, 2008
- Чемпион Бразилии (1): 2012
- Обладатель Кубка Либертадорес (1): 2006
- Обладатель Южноамериканского кубка (1): 2008
- Обладатель Рекопы (1): 2007
- Обладатель Кубка Дубая (1): 2008
- Клубный чемпион мира (1): 2006